# Bagbera
Bagbera is een census town in het district Purbi Singhbhum van de Indiase staat Jharkhand. 

## Demografie
Volgens de Indiase volkstelling van 2001 wonen er 67100 mensen in Bagbera, waarvan 52% mannelijk en 48% vrouwelijk is. De plaats heeft een alfabetiseringsgraad van 66%. 